# Photographie d'identité judiciaire

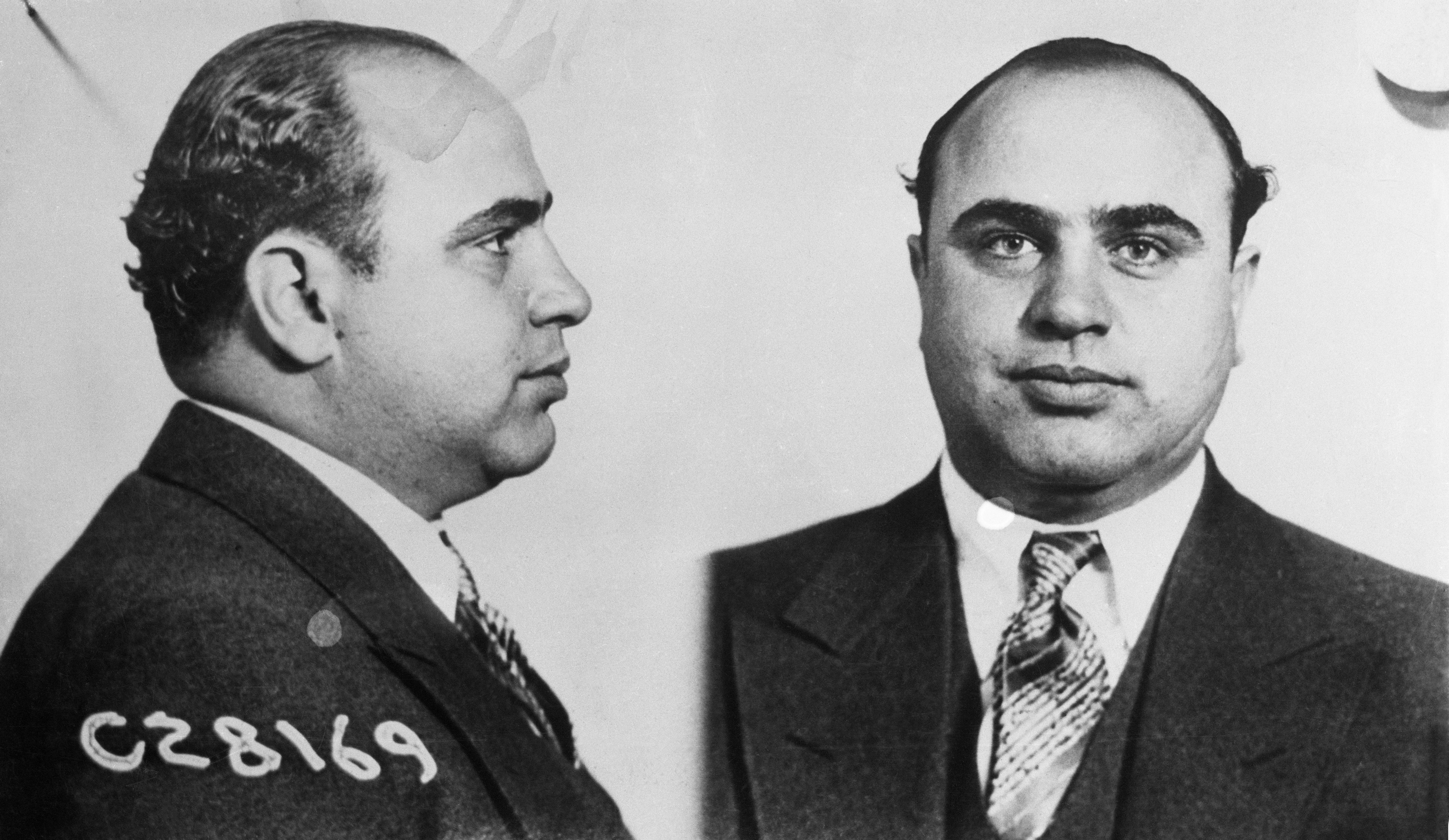
Photographie d'identité judiciaire du gangster américain Al Capone en 1931.

Une photographie d'identité judiciaire (en anglais mug shot) est un portrait photographique pris après l'arrestation d'une personne.
Son but est de permettre aux forces de police de détenir une identification visuelle des personnes arrêtées, ce qui permet aux agents de les présenter aux victimes et aux enquêteurs pour en faciliter l'identification. La plupart des photographies d'identité judiciaire sont en deux parties : une vue de face et une autre vue de côté.

## Histoire
La photographie d'identité judiciaire fut inventée par Allan Pinkerton. La Pinkerton National Detective Agency fut la première à les utiliser sur les premiers wanted posters affichés lors de la Conquête de l'Ouest. Vers les années 1870, l'agence possédait la plus vaste collection de photographies d'identité judiciaire aux États-Unis, où elles sont appelées mug shots. La paire de photographies côte à côte est peut-être inspirée des portraits de prisonniers pris par Alexander Gardner en 1865, lesquels étaient accusés d'avoir conspiré contre Abraham Lincoln. Toutefois, les portraits de Gardner étaient des photographies de tout le corps, la tête étant tournée sur le côté sur l'un des deux clichés.
En France, à la fin du XIXe siècle, le bertillonnage soumet la photographie judiciaire à des règles strictes. Les photographies, de face et de profil, selon cette méthode, sont alors accompagnées d'un « portrait parlé », visant à traduire en termes précis les moindres détails permettant de décrire la physionomie d'un individu. La méthode sera exportée aux États-Unis en 1888.
Avant l'avènement des ordinateurs, l'accusé devait tenir une pancarte sur laquelle étaient inscrites différentes informations, telles son nom et la date. Plus récemment, le portrait est une photographie numérique qui est liée à un enregistrement d'une base de données où sont listées différentes informations relativement à l'accusé.

## Galerie

Photographies célèbres d'identité judiciaires
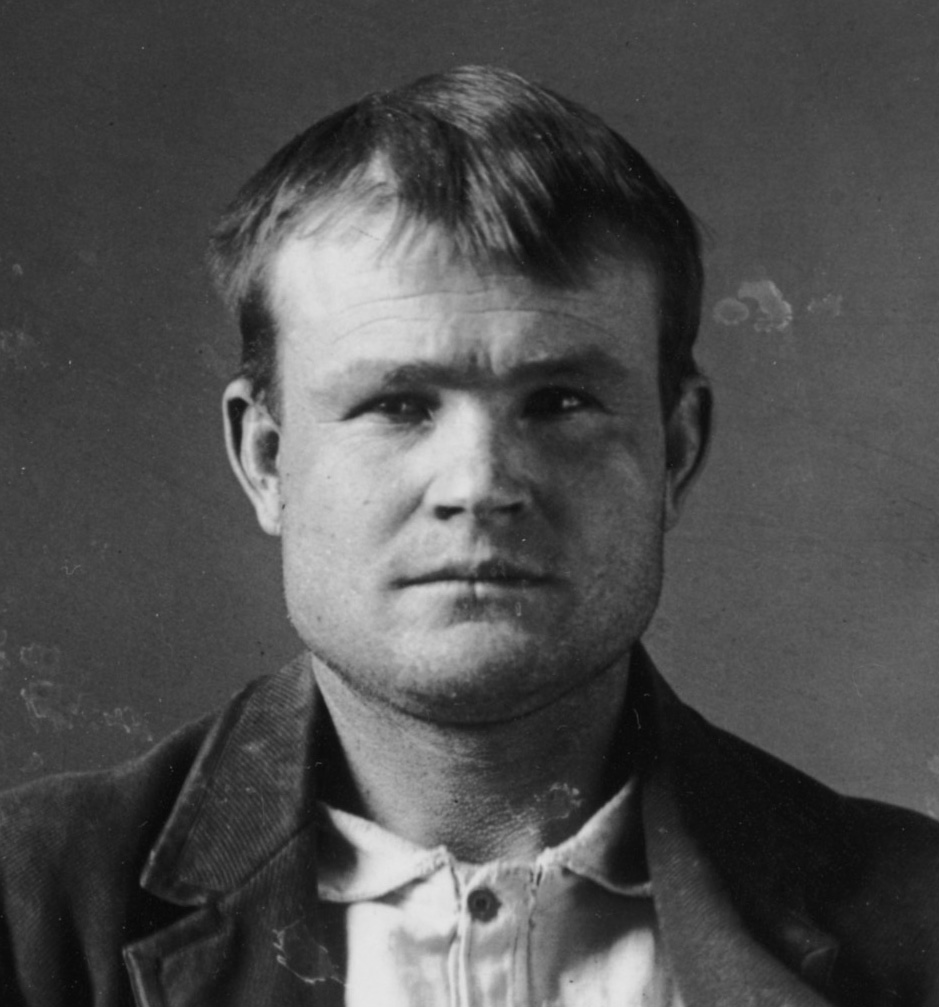
Butch Cassidy en 1894.
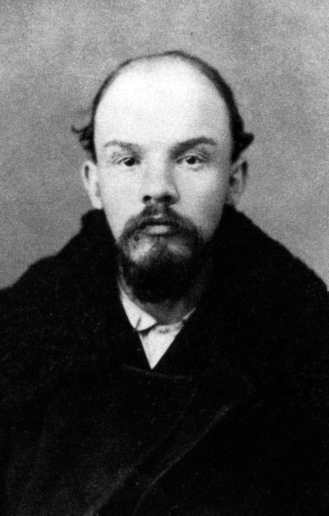
Vladimir Lénine en décembre 1895.
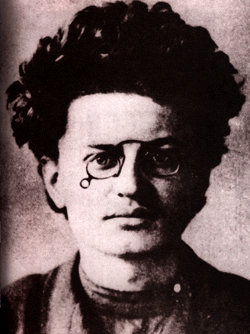
Léon Trotski en 1900.
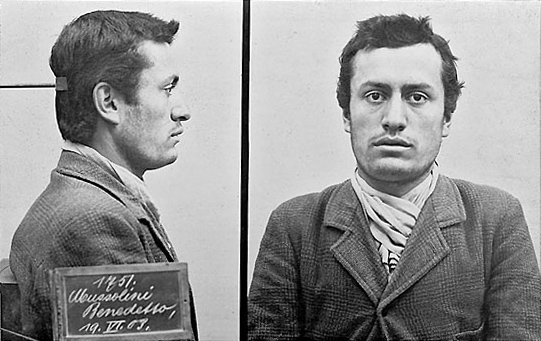
Benito Mussolini en 1903.
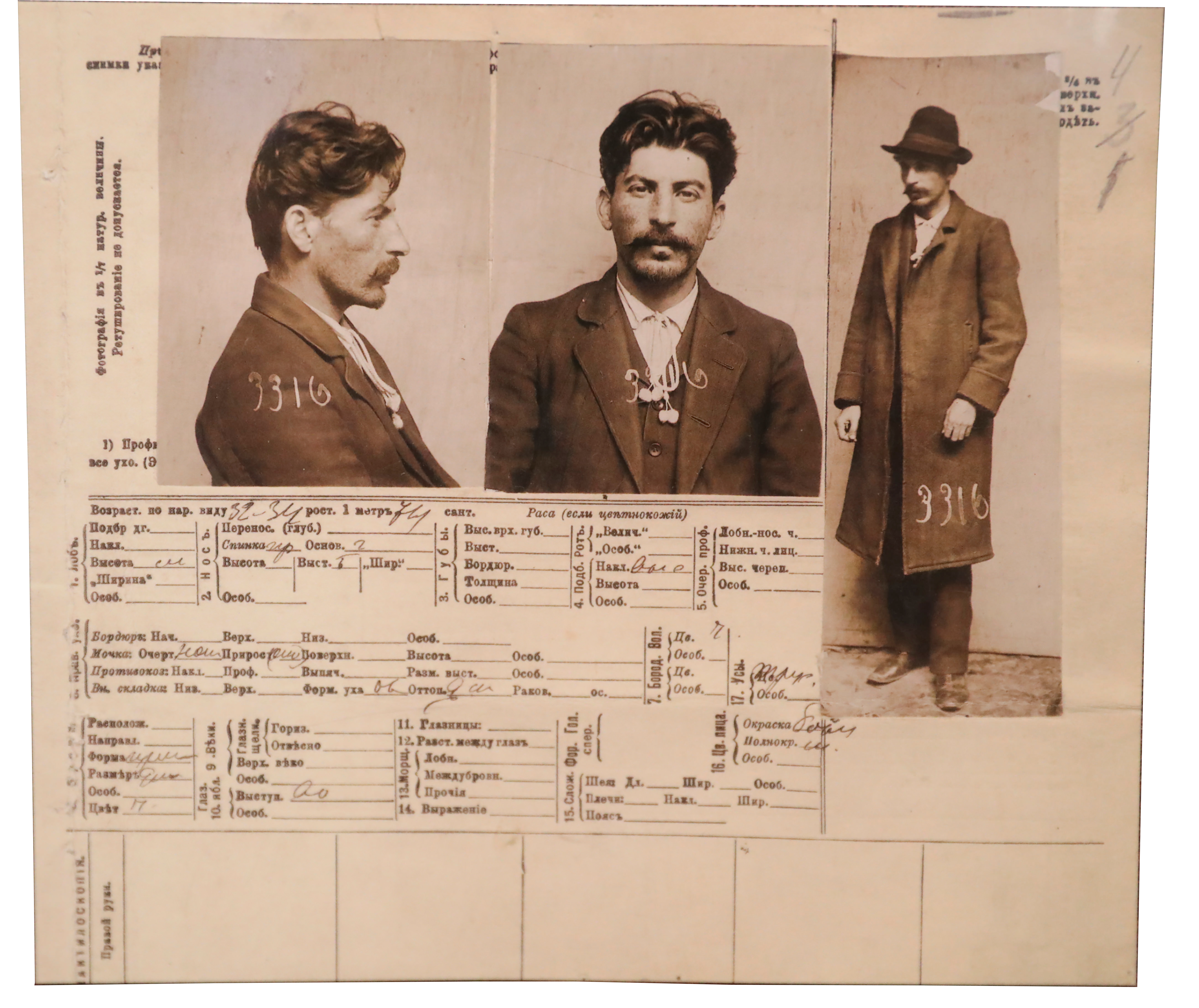
Joseph Staline en 1911.
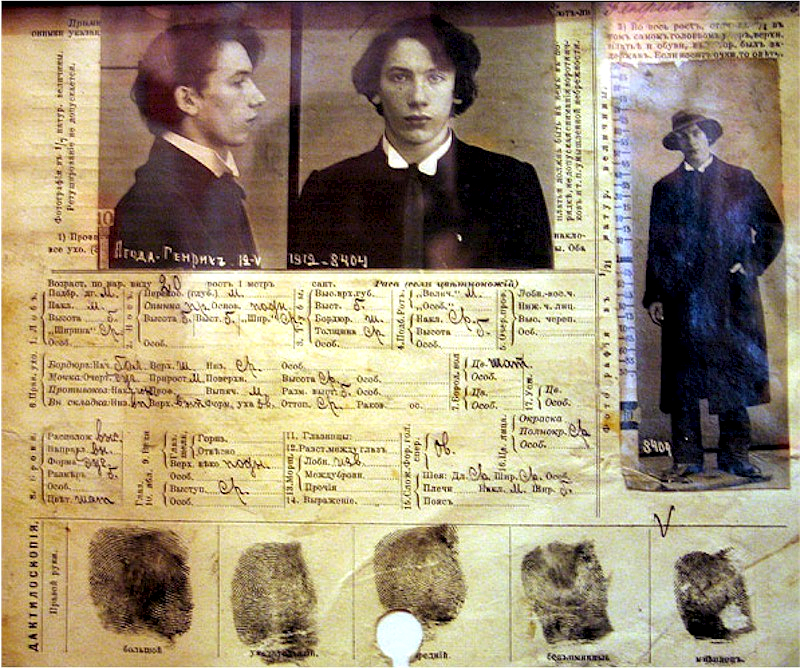
Guenrikh Iagoda en 1912.
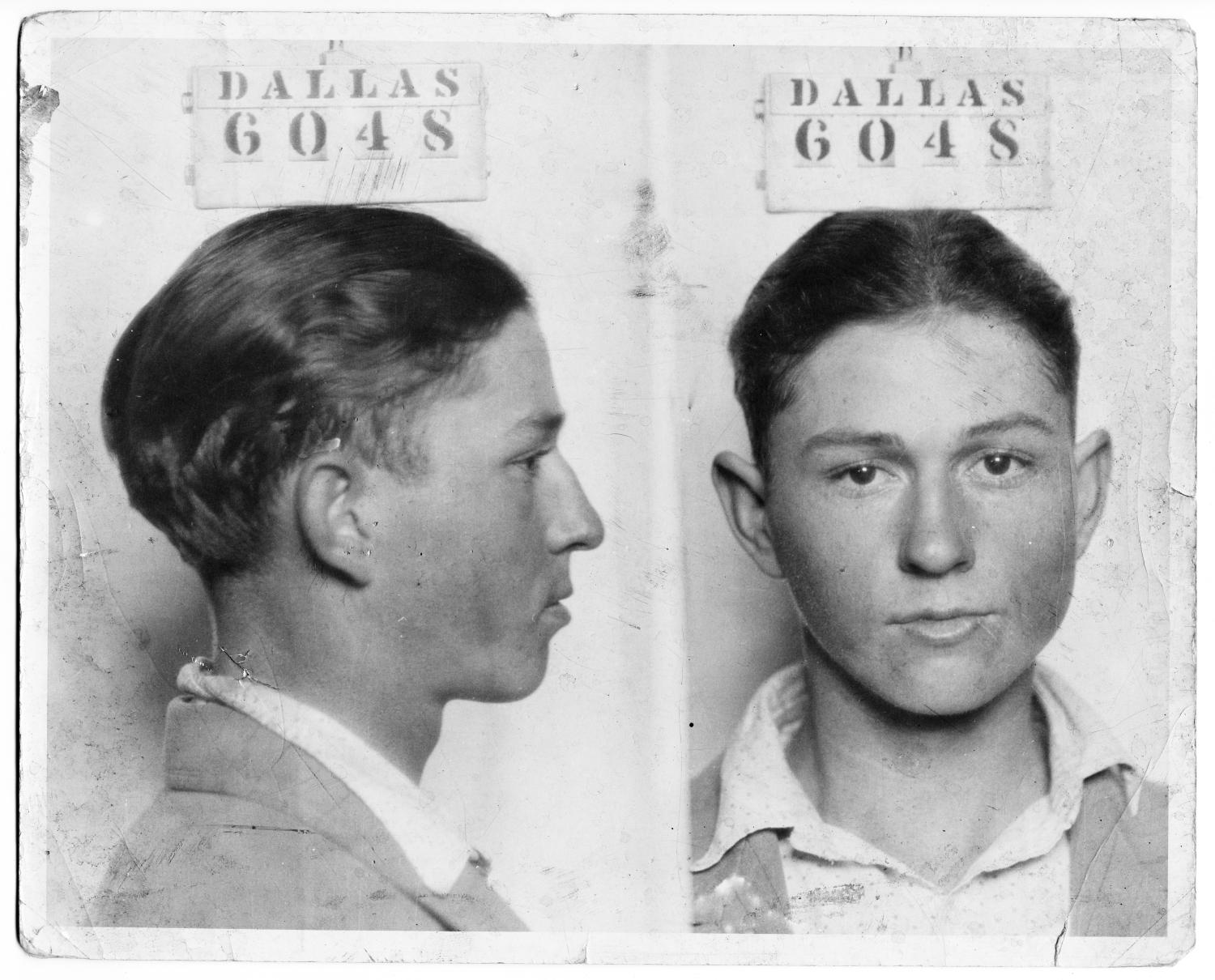
Clyde Barrow en 1926.
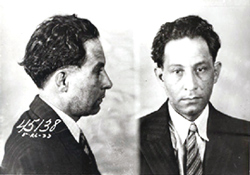
Wallace Fard Muhammad en 1933.
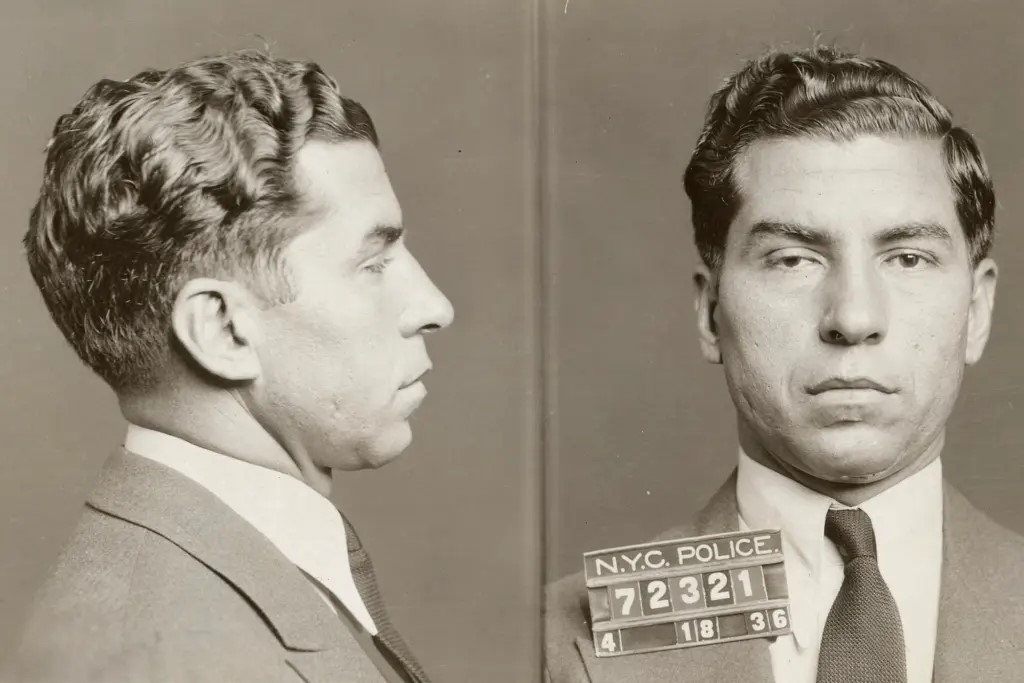
Lucky Luciano en 1936.
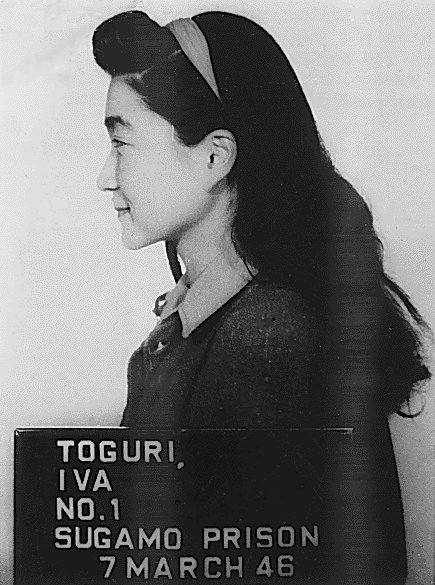
Iva Toguri D'Aquino en 1946.
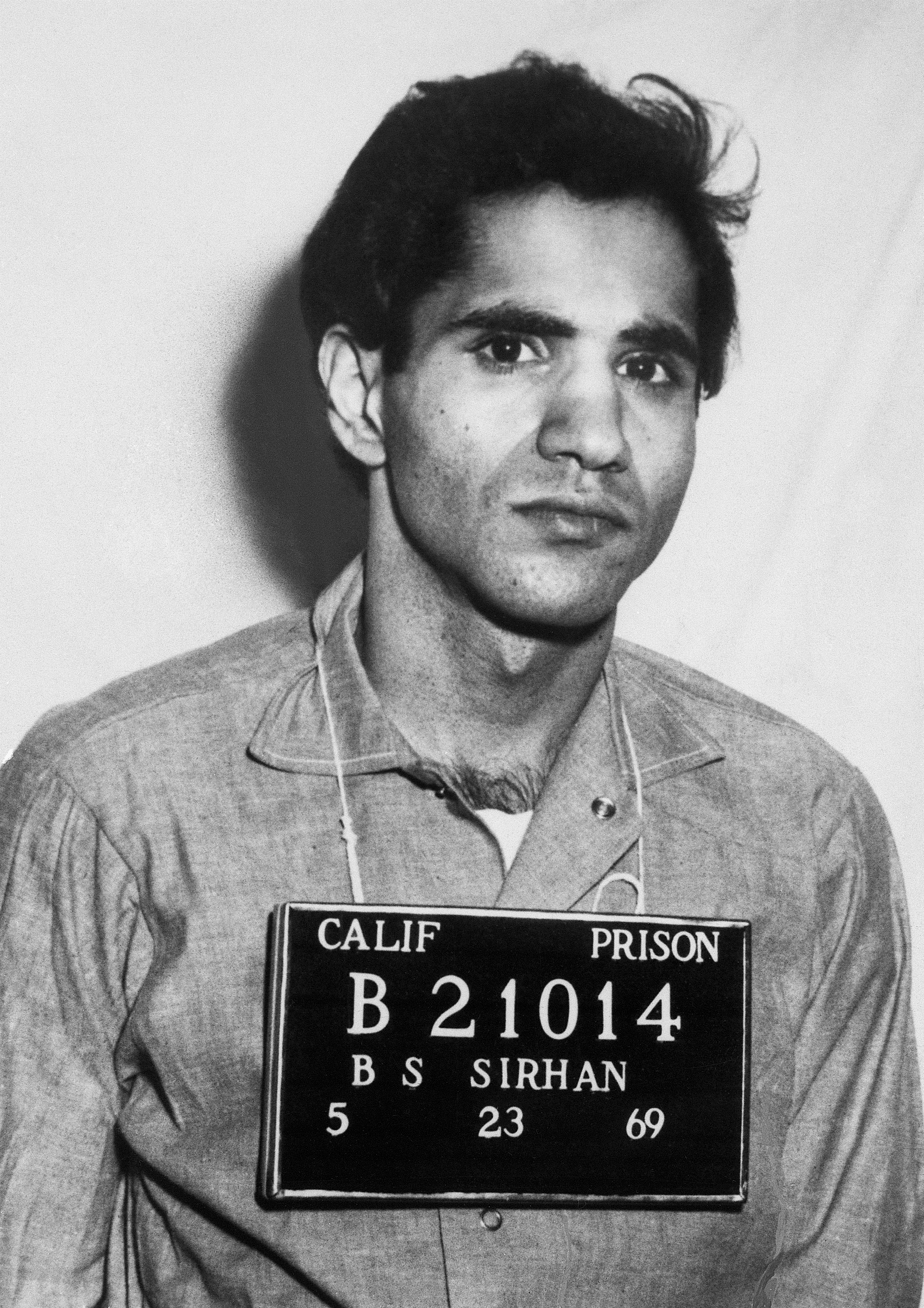
Sirhan Sirhan en 1969.
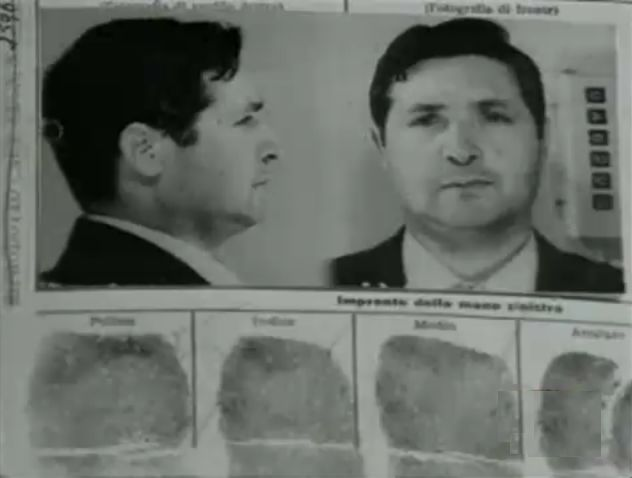
Salvatore Riina en 1969.
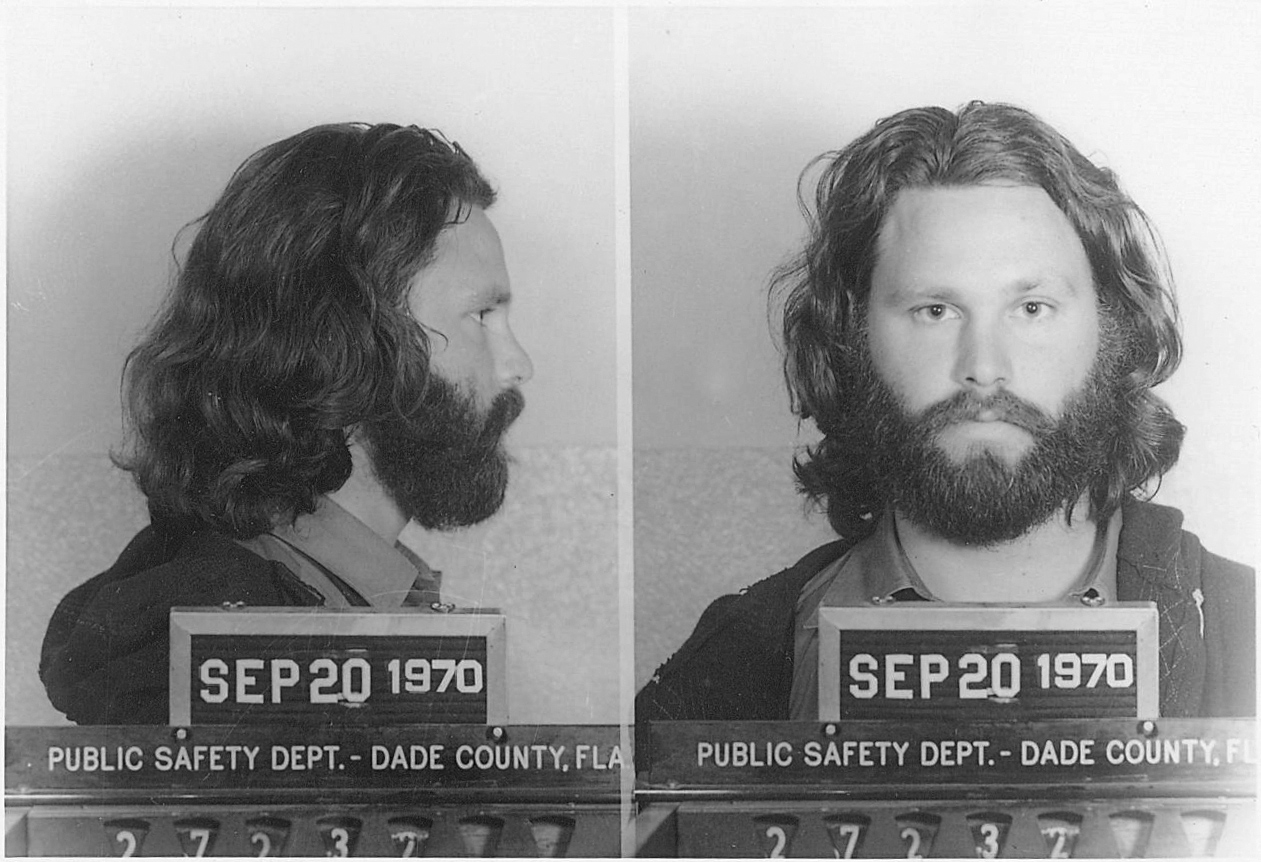
Jim Morrison en 1970.
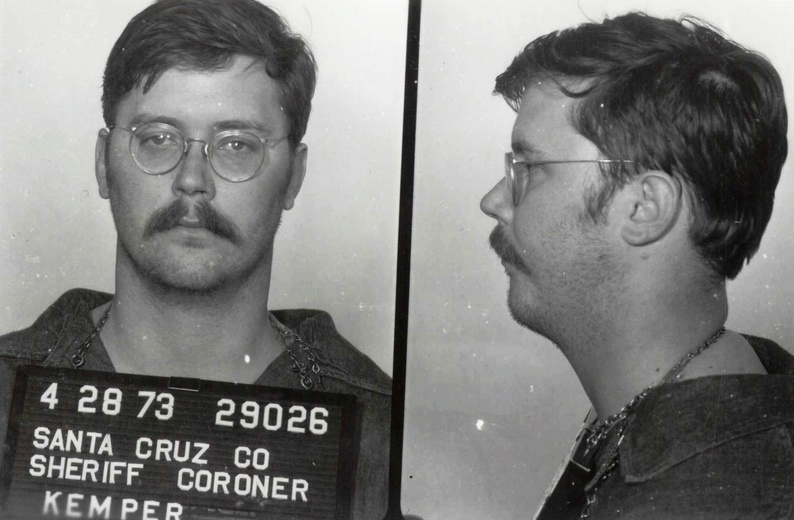
Edmund Kemper en 1973.
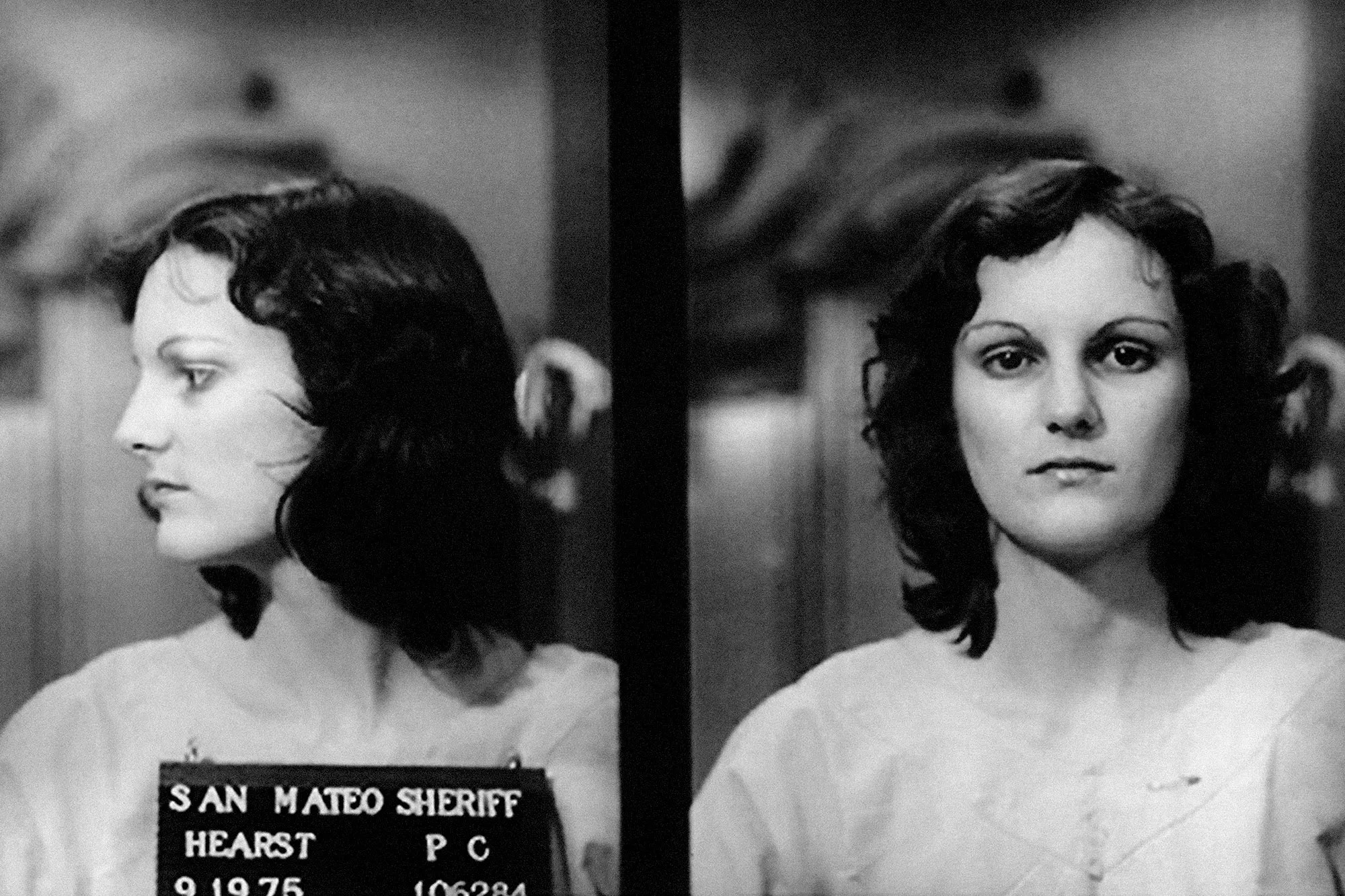
Patricia Hearst en 1975.
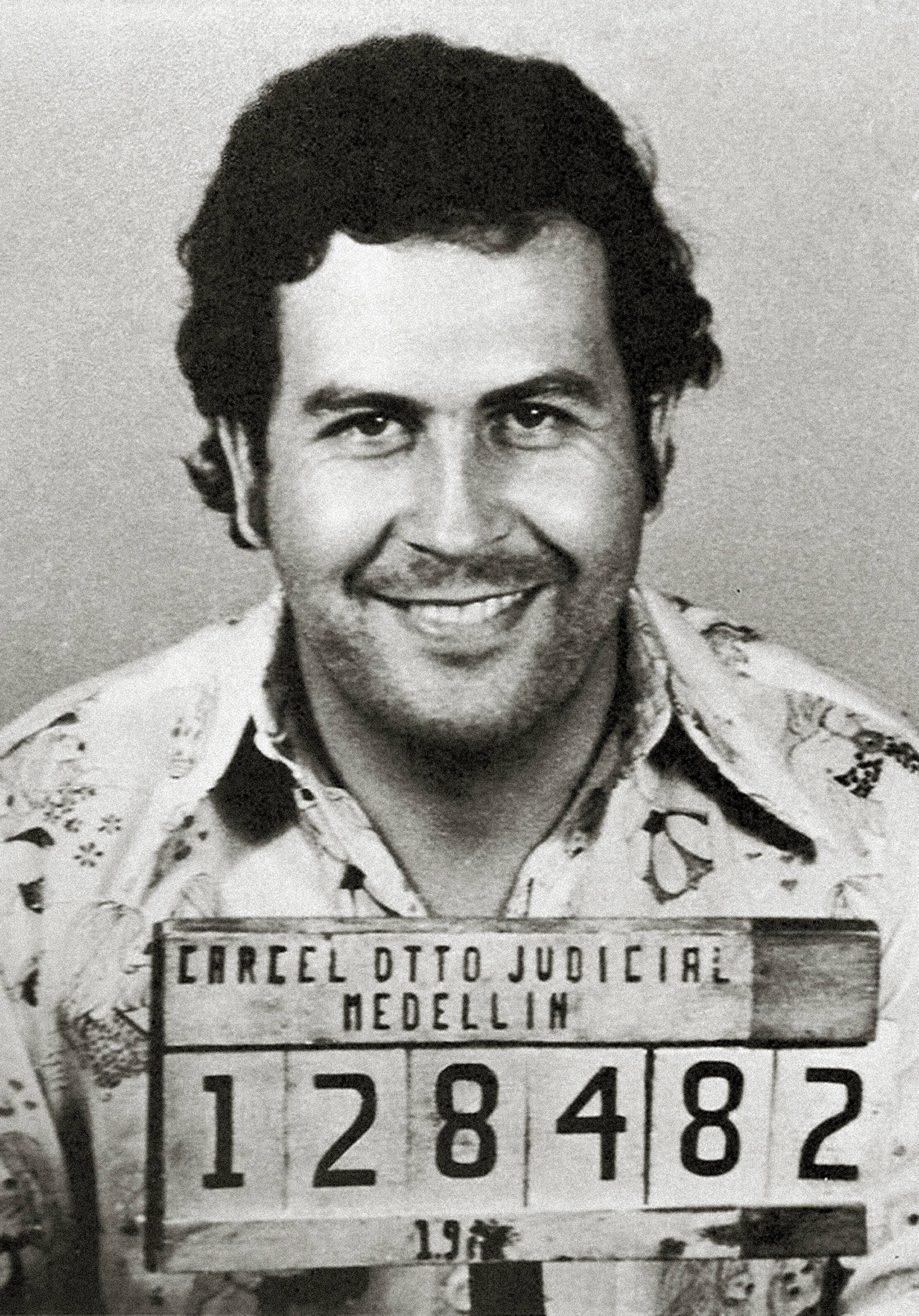
Pablo Escobar en 1976.
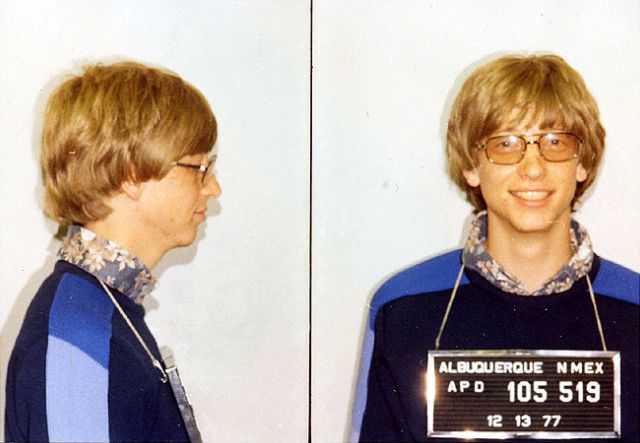
Bill Gates en 1977.
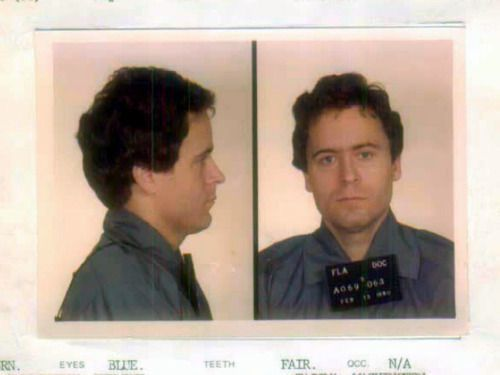
Ted Bundy en 1980.
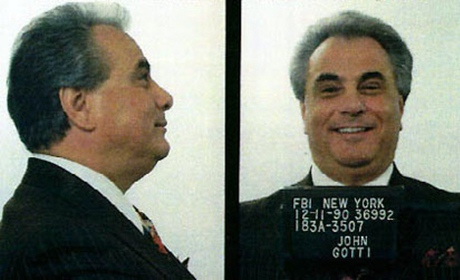
John Gotti en 1990.
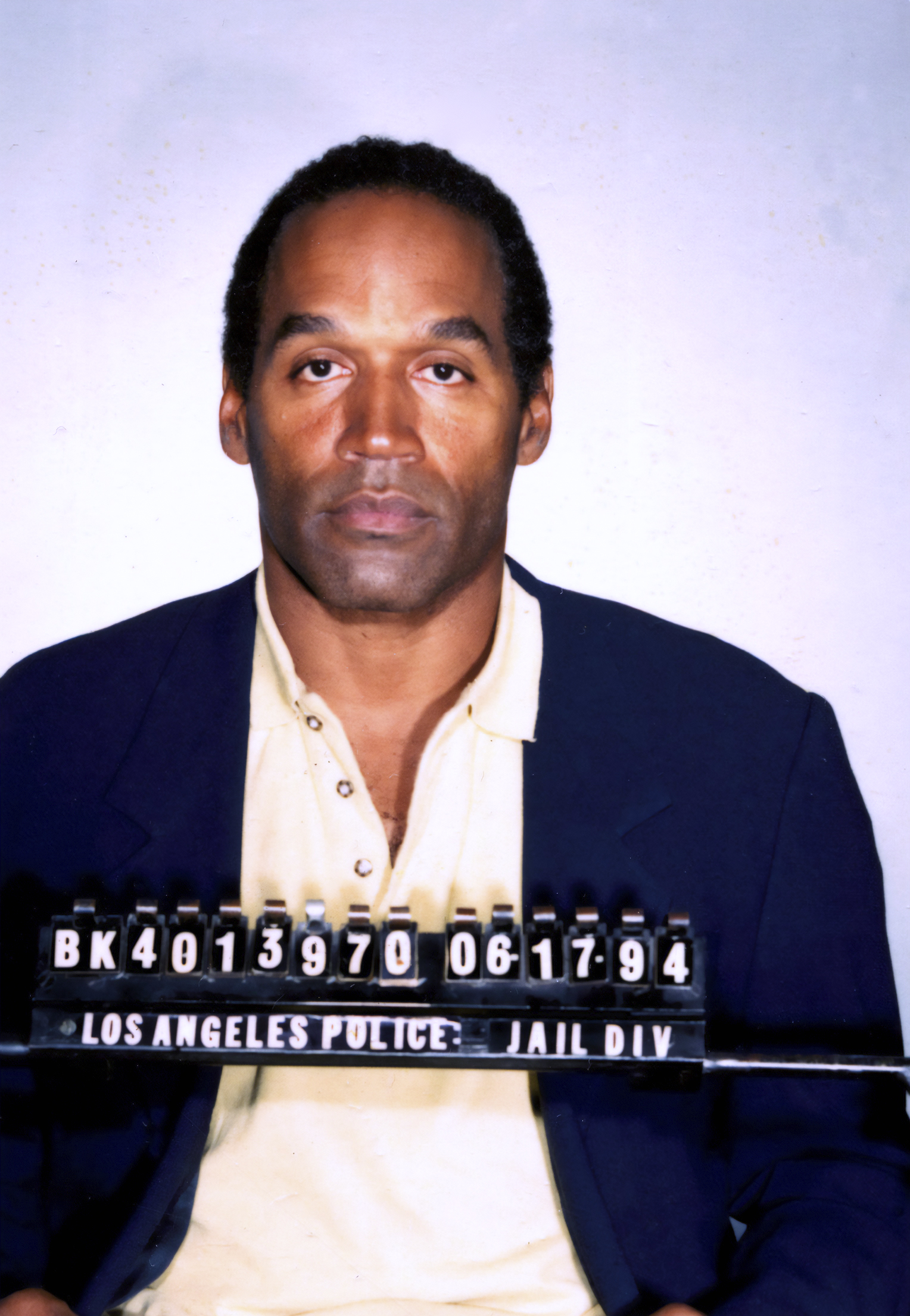
O.J. Simpson en 1994.
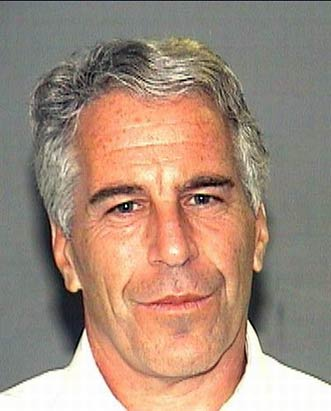
Jeffrey Epstein en 2006.
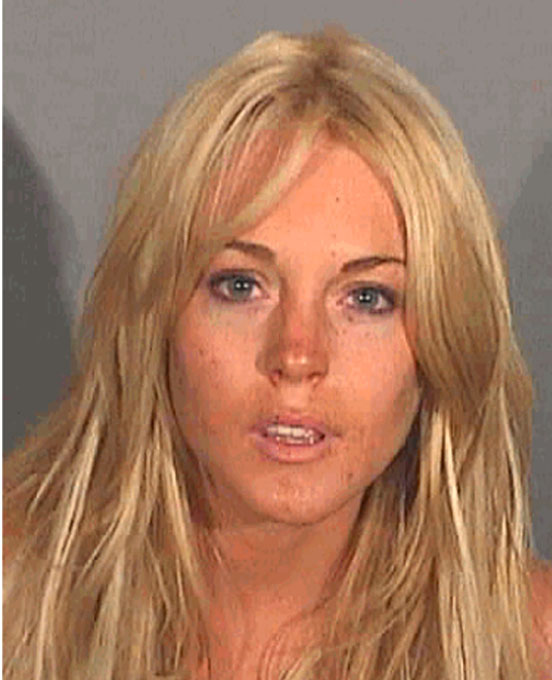
Lindsay Lohan en 2007.
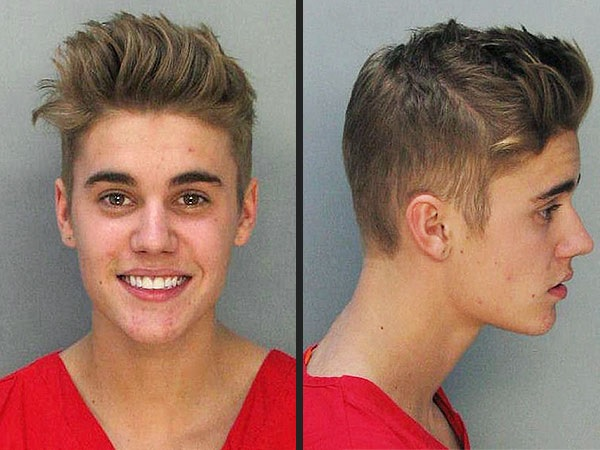
Justin Bieber en 2014.
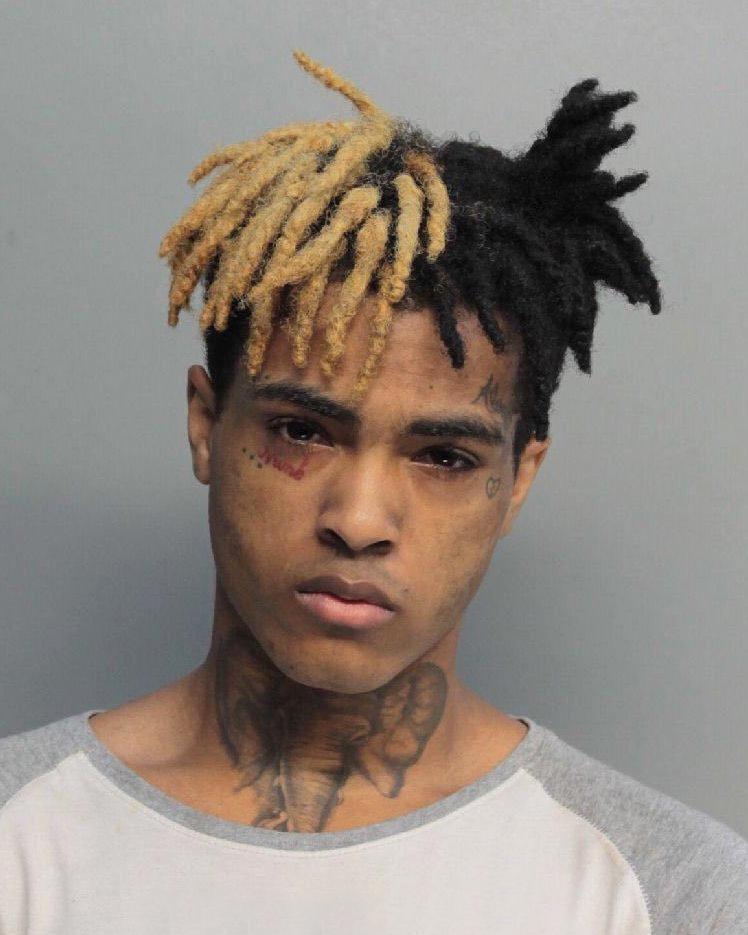
XXXTentacion en 2016.
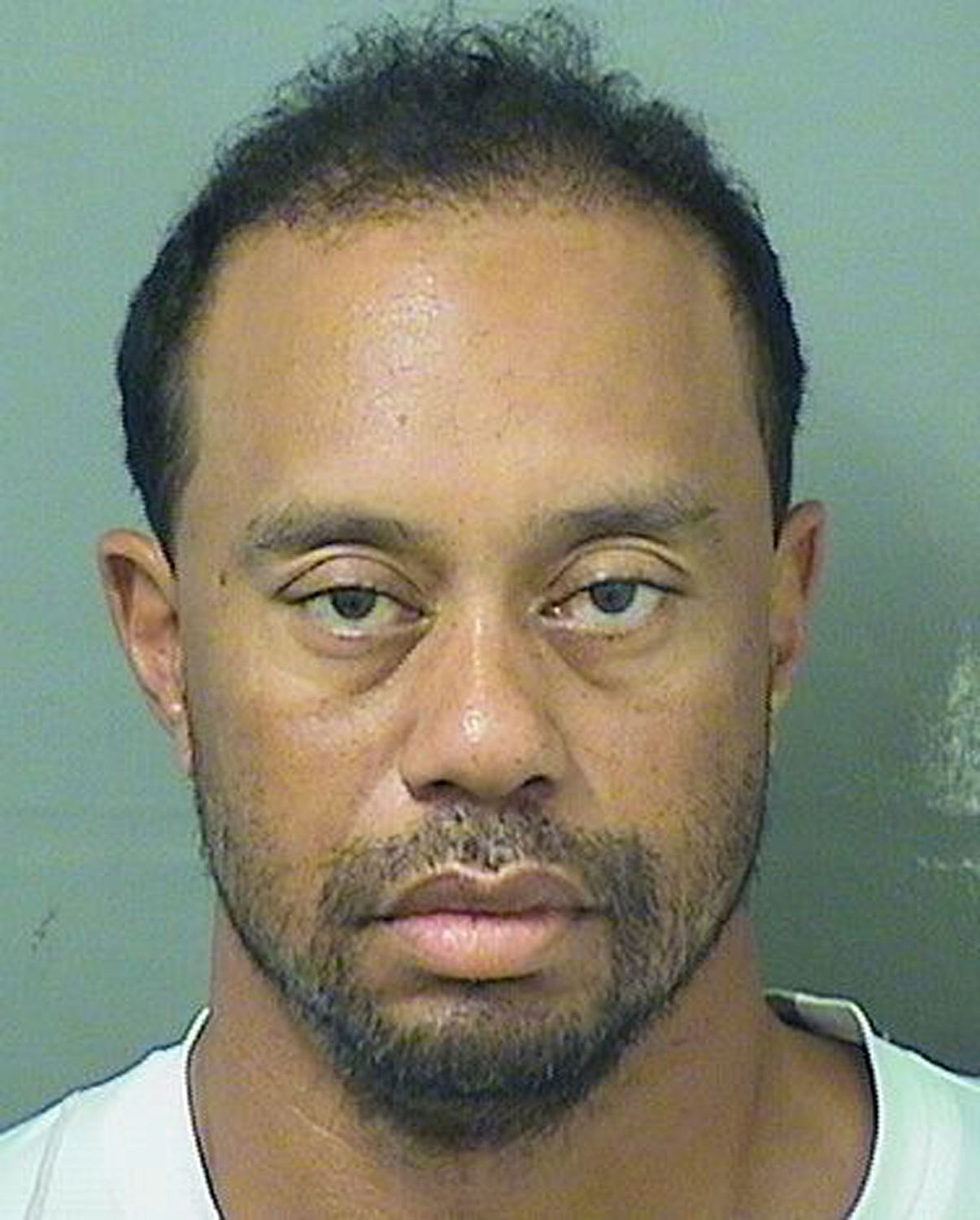
Tiger Woods en 2017.
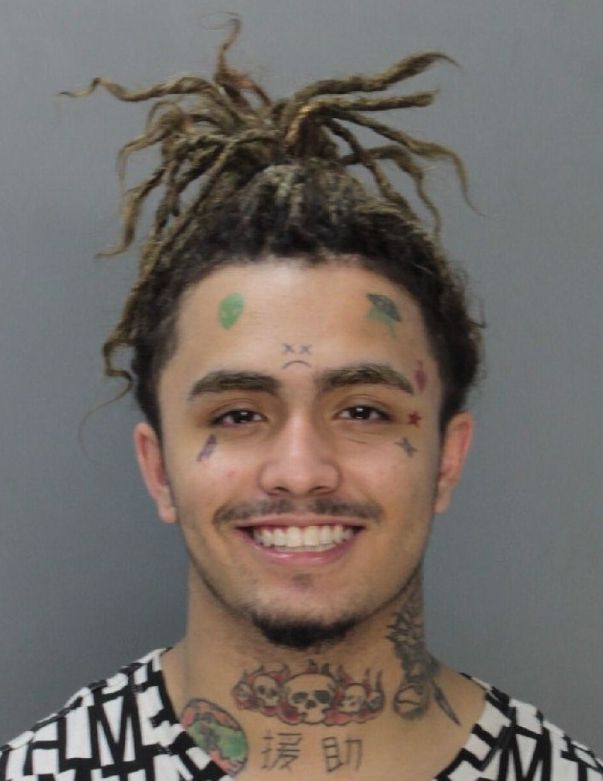
Lil Pump en 2018.
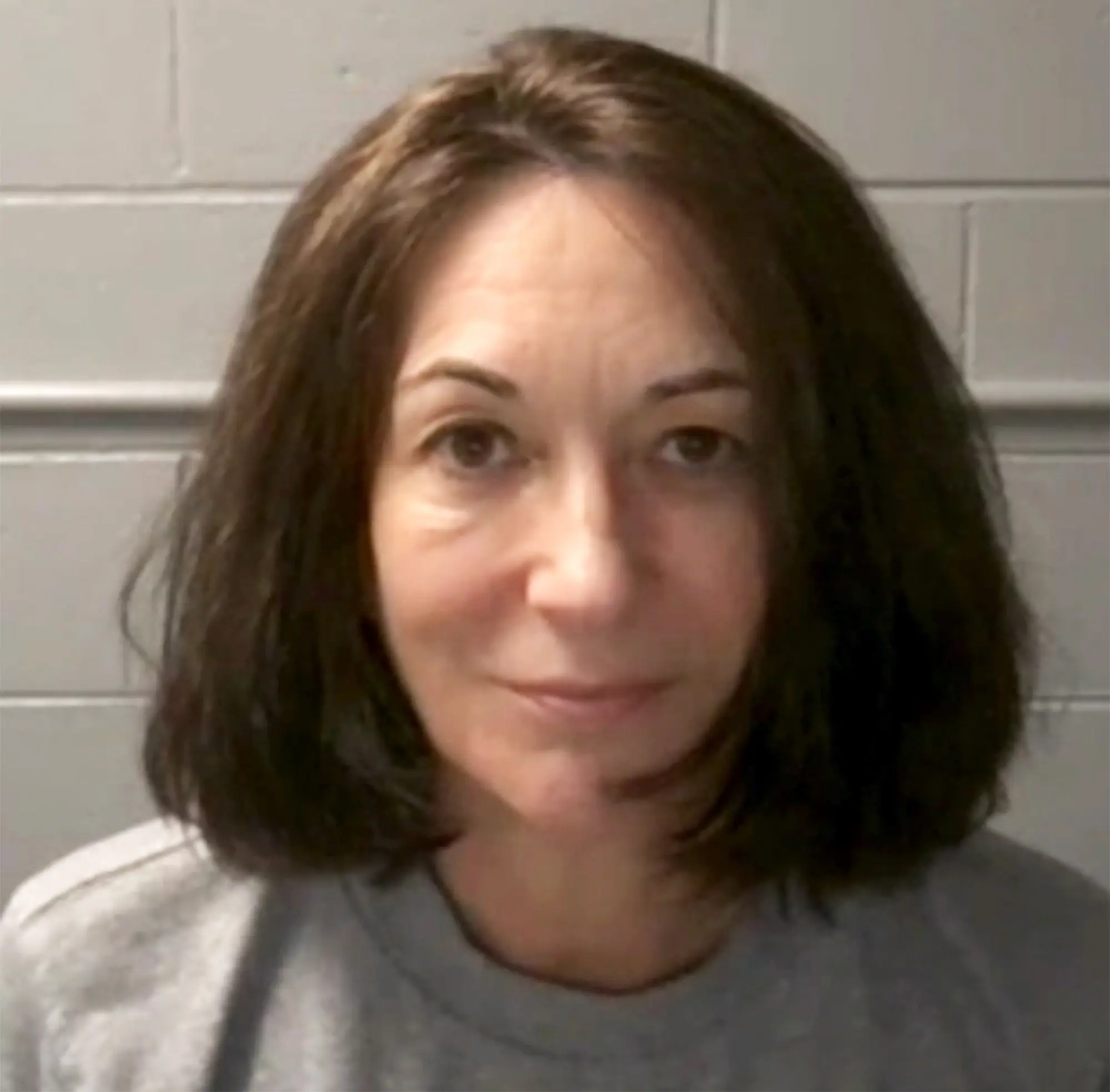
Ghislaine Maxwell en 2022.

## Expositions
- 17 octobre 1997 - 20 janvier 1998 : Police pictures : the photograph as evidence, Museum of Modern Art, San Francisco  [3].
- 21 janvier - 26 mars 2000 : La photographie judiciaire, corps et décors du crime, 1860-1930, Hôtel de Sully, Paris[4].